# On My One
On My One es el tercer álbum de estudio del compositor y cantante británico Jake Bugg. El álbum fue lanzado el 17 de junio de 2016.

## Título
El título "One My One" deriva del dicho de Nottingham que dice "On My Own", que Jake Bugg ha cambiado en "On My One". Bugg dijo "De muchas maneras, resume este disco porque principalmente he sido yo solo. Vi esto como el siguiente paso lógico en mi desarrollo como compositor. Fue un desafío, pero algo que sentí que tenía que hacer".

## Grabación y lanzamiento
En una entrevista con Mr. Wavvy en 2014, Bugg anunció que había comenzado a trabajar en un nuevo álbum de estudio.  En cuanto a si sería o no lanzado en 2014, Bugg dijo: "Esa es la belleza de hacer discos, nunca se sabe cuando va a estar listo. No creí que este segundo álbum estuviera listo tan pronto como lo estuvo, pero así sucedió". No especificó si estaría o no trabajando con Rubin de nuevo, sólo que estaba en proceso de composición. En julio de 2014, Jake Bugg reveló que ya había comenzado a trabajar en su tercer álbum de estudio. Ese mismo mes, también estuvo en el River Stage en el Ottawa Bluesfest y se presentó en el Festival de Paléo cerca del Lago Lemán en Suiza. El 5 de octubre de 2014, en Cardiff, tocó por primera vez dos nuevas canciones: "Down the Avenue" y "Hold On You". Hablando con NME a principios de 2015, Jake dijo que estaba trabajando en su tercer álbum, en el que "el contenido de las canciones era mucho más oscuro" que su trabajo anterior. El 16 de febrero de 2016 lanzó la canción "On My One" de forma gratuita. El 25 de febrero su nuevo sencillo llamado "Gimme the Love" debutó en la BBC 1. Jake Bugg también habló sobre el próximo álbum, llamándolo On My One y anunciando su lanzamiento para junio.
El 26 de febrero anunció que el álbum sería lanzado el 17 de junio, compartiendo también el listado de canciones y la obra de arte.
Promoviendo el álbum para el Radio 1's Big Weekend en mayo de 2016, Bugg estrenó "Bitter Salt" y reveló que realizó la mayoría de la instrumentación. Bugg también confirmó que él produjo la mayoría del álbum por su cuenta, aunque el productor irlandés Jacknife Lee se unió a Jake para tres temas.

## Lista de canciones
Todas las canciones fueron escritas por Jake Bugg. 
| N.º           | Título                      | Duración |
| ------------- | --------------------------- | -------- |
| 1.            | "On My One"                 | 2:15     |
| 2.            | "Gimme The Love"            | 3:02     |
| 3.            | "Love, Hope and Misery"     | 4:00     |
| 4.            | "The Love We're Hoping For" | 3:08     |
| 5.            | "Put Out the Fire"          | 2:17     |
| 6.            | "Never Wanna Dance"         | 3:31     |
| 7.            | "Bitter Salt"               | 3:07     |
| 8.            | "Ain't No Rhyme"            | 3:23     |
| 9.            | "Livin' Up Country"         | 2:58     |
| 10.           | "All That"                  | 2:42     |
| 11.           | "Hold on You"               | 3:02     |
| Total length: | Total length:               | 33:25    |